# Castelbianco
Castelbianco (, Castergiancu nella parlata locale, Castregianco in genovese) è un comune italiano sparso di 314 abitanti della provincia di Savona in Liguria. La sede comunale è situata nella frazione di Veravo.

## Geografia fisica
Il territorio di Castelbianco è ubicato nell'alta valle del torrente Pennavaira - quest'ultima culla dei Liguri e ricca di falesie - confinante con la vicina e bassa valle del torrente Neva. Il monte Castell'Ermo (1.092 m), posto sul confine con la provincia di Imperia, è un "monumento roccioso" naturale di notevole interesse; sul lato opposto della vallata si trova il Monte Alpe, anch'esso meta di escursioni a piedi e in mountain bike.

## Storia

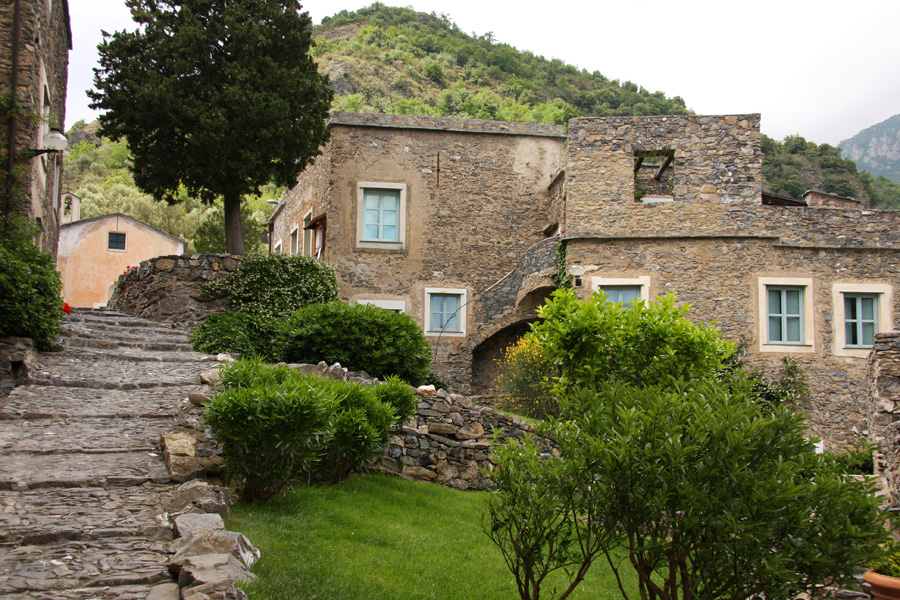
Scorcio della frazione di Colletta di Castelbianco

Il toponimo Castelbianco deriverebbe dalla presenza in loco di un piccolo e antico presidio difensivo, di cui restano alcune rovine poco sopra l'abitato di Veravo, collegato visivamente con il castello di Alto in terra piemontese, e che fu utilizzato anche come punto di riscossione delle gabelle e controllo delle merci lungo il percorso tra la costa ligure e il versante piemontese-padano.
Se del maniero di Castelbianco non esistono tuttavia documenti ufficiali, il nome di questo territorio della val Pennavaira è documentato a partire dal 1202 nella quale si fa riferimento a Castelbianco come possedimento feudale dei marchesi di Clavesana. Nel corso del 1270 un'azione militare intrapresa dal Comune di Albenga portò le sue truppe a conquistare il territorio con un presidio che, però, perdurò fino al 1288 quando il marchese Emanuele I di Clavesana riprese pieno potere di Castelbianco.
Furono gli stessi marchesi a concedere questa parte del territorio in vassallaggio all'albenganese famiglia Cepollini che, anche dopo il passaggio feudale nel XIV secolo tra i possedimenti dei Del Carretto del ramo del Finale, ne mantennero l'investitura. Con la creazione del Marchesato di Zuccarello e dell'omonimo ramo carrettesco, Castelbianco e frazioni ne rientrarono sotto la sua giurisdizione seguendone le principali vicende storiche come gli scontri sabaudi-genovesi nel 1588 e ancora nel 1624-1625 quando, con la stabilizzazione della supremazia genovese, rientrò insieme a Zuccarello tra i possedimenti della Repubblica di Genova.
Interessato dagli scontri tra le truppe austro-sarde e francesi correlati alla battaglia di Loano del 1795, e caduta la repubblica genovese, con la successiva dominazione napoleonica il territorio di Castelbianco rientrò dal 2 dicembre 1797 nel Dipartimento del Letimbro, con capoluogo Savona, all'interno della Repubblica Ligure. Dal 28 aprile del 1798 fece parte del III cantone, con capoluogo Zuccarello, della Giurisdizione di Centa e dal 1803 centro principale del IV cantone della Centa nella Giurisdizione degli Ulivi. Annesso al Primo Impero francese dal 13 giugno 1805 al 1814 venne inserito nel Dipartimento di Montenotte.
Nel 1815 fu inglobato nella provincia di Albenga del Regno di Sardegna, così come stabilì il Congresso di Vienna del 1814, e successivamente nel Regno d'Italia dal 1861. Dal 1859 al 1926 il territorio fu compreso nel I mandamento di Albenga del circondario di Albenga facente parte della provincia di Genova; nel 1927 con la soppressione del circondario ingauno passò, per pochi mesi, nel circondario di Savona e, infine, sotto la neo costituita provincia di Savona.
Durante i primi anni del XX secolo ebbe inizio un forte fenomeno di spopolamento del paese per una notevole migrazione degli abitanti castelbianchesi verso le Americhe, per lo più per sfuggire alla vita dura dei campi e alla miseria. In pochi fecero ritorno al paese natio.
Dal 1973 al 31 dicembre 2008 ha fatto parte della Comunità montana Ingauna e, con le nuove disposizioni della Legge Regionale n° 24 del 4 luglio 2008, fino al 2011 della Comunità montana Ponente Savonese.

### Simboli
Stemma
Gonfalone

Lo stemma e il gonfalone sono stati concessi con decreto del presidente della Repubblica del 17 maggio 2002.

## Monumenti e luoghi d'interesse

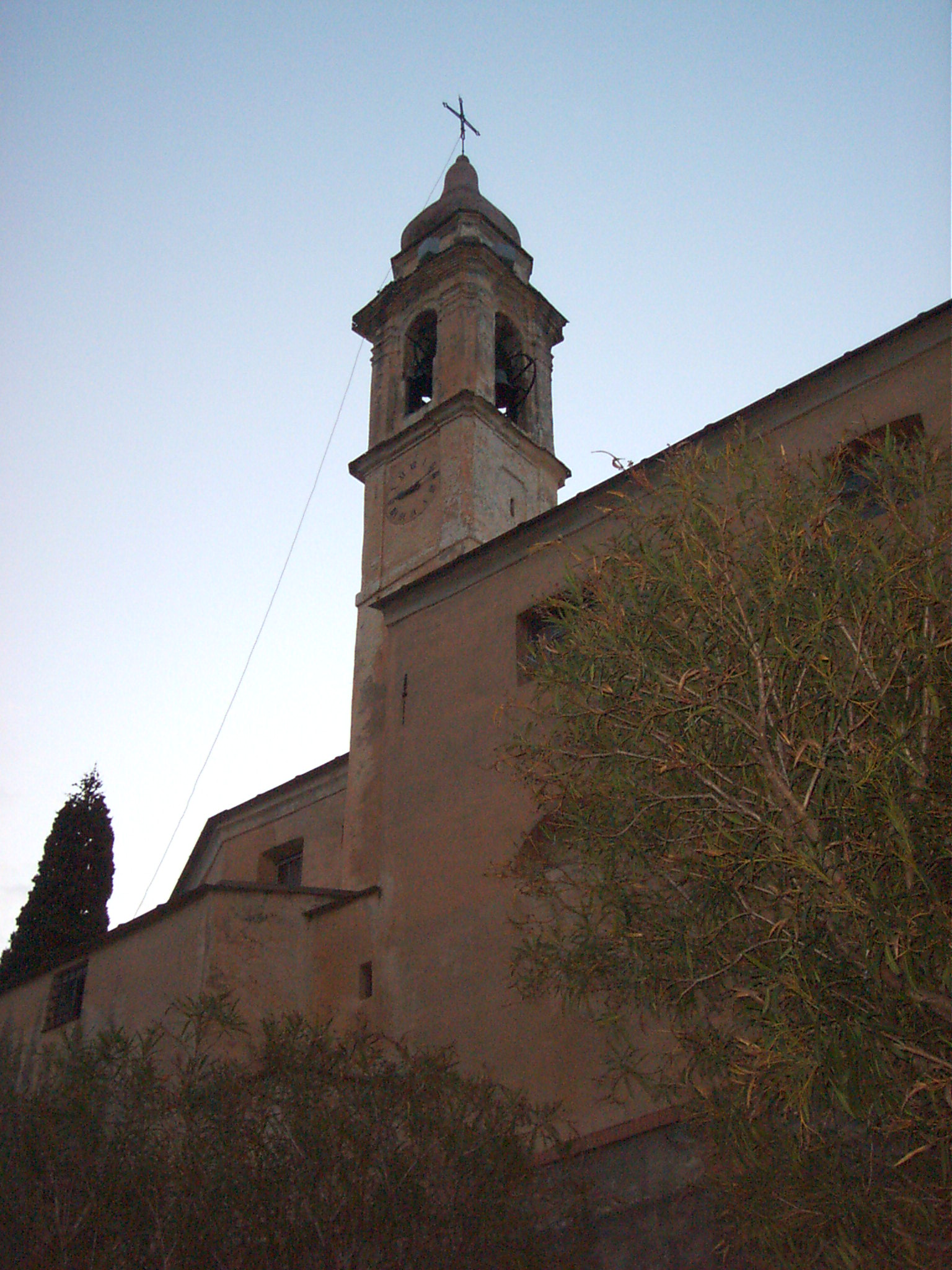
Il campanile della chiesa parrocchiale dell'Assunta nella frazione capoluogo di Veravo

### Architetture religiose
- Chiesa parrocchiale dell'Assunta nella frazione capoluogo di Veravo. Costruita in stile barocco, conserva al suo interno un pregiato organo del XVIII secolo.
- Oratorio di Santa Caterina vergine e martire nella frazione capoluogo di Veravo. Posto di fronte alla parrocchiale, non esistono documenti sulla sua edificazione; al 1927 risalirebbe, invece, l'ultimo restauro conservativo. La struttura si presenta ad unica navata e con abside poligonale.
- Cappella di San Francesco di Sales nella frazione capoluogo di Veravo. Al suo interno, posto sull'altare settecentesco, si trova un affresco ritraente il santo vescovo di Sales.
- Cappella e oratorio di Santa Lucia vergine e martire nella frazione di Colletta di Castelbianco.
- Cappella di Sant'Antonio abate nella frazione di Oresine. Del Seicento, custodisce una tela della Madonna col Bambino e santi.
- Santuario della Santissima Annunziata nella frazione di Vesallo. Risalente ai secoli XIII-XVII, la struttura è costituita da due campanili di diverse altezze, di cui uno con cuspide a cipolla, entrambi in stile barocco. All'interno vi si conserva la statua raffigurante la Santissima Annunziata.
- Cappella di San Sebastiano nella frazione di Vesallo, posto al di fuori del centro abitato. Conserva una statua del santo datata al 1954.

### Architetture civili
Sul territorio castelbianchese ancora insistono antichi attraversamenti, tipicamente d'epoca medievale e ad unica arcata, presso i torrenti Pennavaira e Oresine. Il primo, denominato localmente come ponte "du Tecciu", permetteva il transito, scavalcando il rio Pennavaira, lungo l'antica mulattiera per Arnasco; il ponte "du Carpe", sempre sul Pennavaira, è inserito tra il sentiero boschivo per il monte Nero; il terzo è ubicato lungo il torrente Oresine, nei pressi dell'abitato frazionario di Colletta di Castelbianco.

### Architetture militari
Nei pressi della località Garscin, poco sopra la frazione capoluogo di Veravo, sono presenti ruderi dell'antico castello che fu edificato dai marchesi di Clavesana per consolidare i loro domini nelle valli Pennavaira e Neva. Collegato visivamente con i manieri di Alto - nel cuneese - e di Zuccarello, assieme al territorio castelbianchese passò tra i possedimenti della famiglia Del Carretto e dei loro vassalli, i Cepollini di Albenga (XIV secolo). La Repubblica di Genova lo adibì a piccola guarnigione di soldati, luogo di avvistamento e riposo fino alla dominazione napoleonica di fine Settecento.

## Società

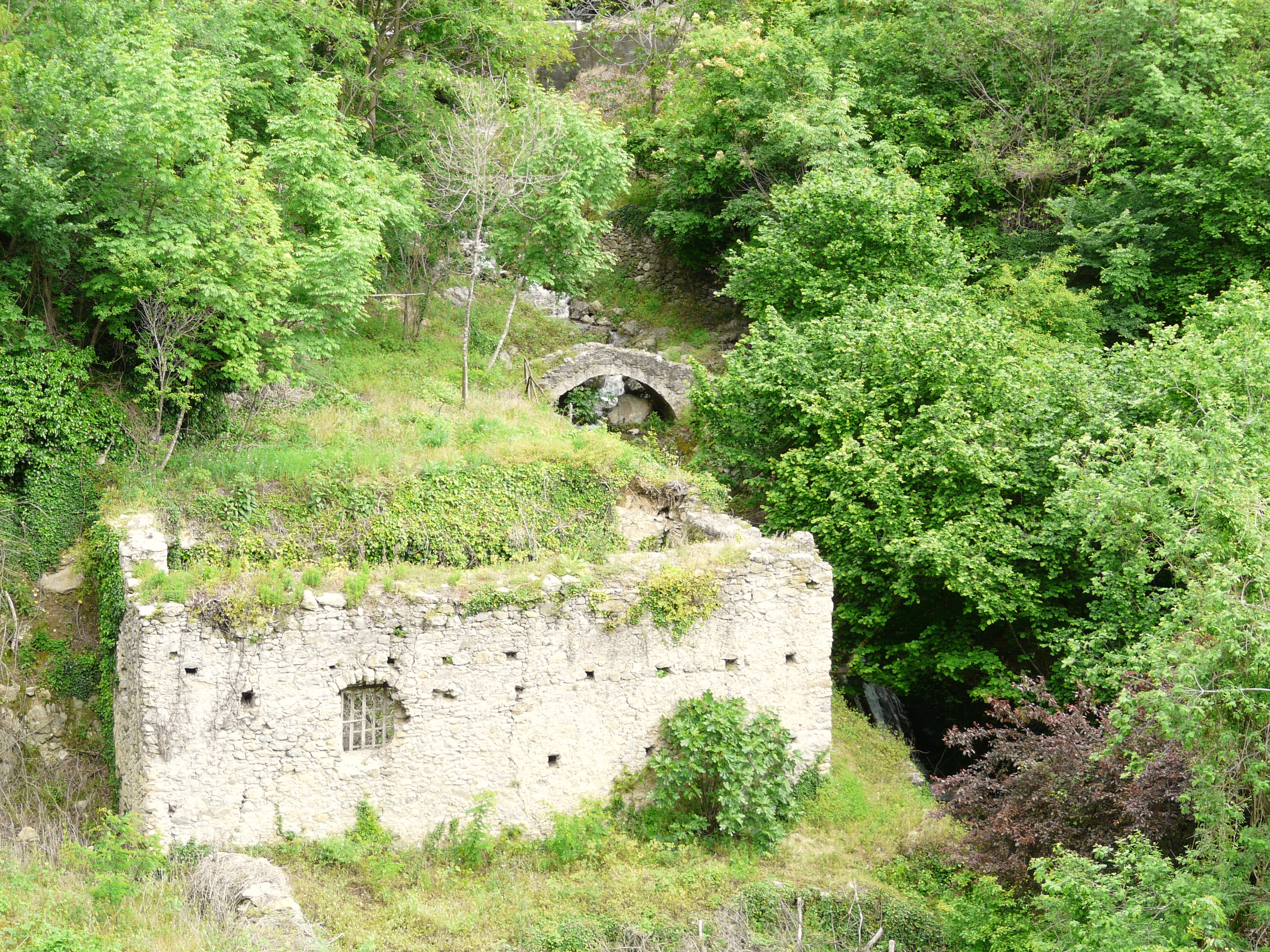
Ruderi di un'antica costruzione e di un ponte sovrastante il Pennavaira

### Evoluzione demografica
Abitanti censiti

### Etnie e minoranze straniere
Secondo i dati Istat al 31 dicembre 2019, i cittadini stranieri residenti a Castelbianco sono 50.

## Geografia antropica
Alle pendici del monte Alpe (1.056 m) sorgono le quattro frazioni di Veravo (capoluogo comunale), Colletta di Castelbianco, Oresine e Vesallo (quest'ultima devastata dal terremoto che colpì il Ponente ligure nel 1887); le località minori di Cianea, Colletta Sottana, Magliocca, Lagosanto e Teccio costituiscono il territorio castelbianchese che si estende per una superficie territoriale di 14,7 km².
Confina a nord con il comune di Erli, a sud con Vendone e Arnasco, ad ovest con Nasino ed Onzo, ad est con Zuccarello.

## Economia
Si basa principalmente sull'attività agricola, specie la coltivazione di alberi da frutto (ciliegie e albicocche) e uliveti. Altre attività agricole sono la raccolta di legumi e ortaggi. La frazione Colletta di Castelbianco fa parte del circuito dei borghi più belli d'Italia.

## Infrastrutture e trasporti

### Strade
Il territorio di Castelbianco è attraversato dalla strada provinciale 14 che permette il collegamento stradale con Nasino, ad ovest, e Zuccarello e Cisano sul Neva ad est.

## Amministrazione

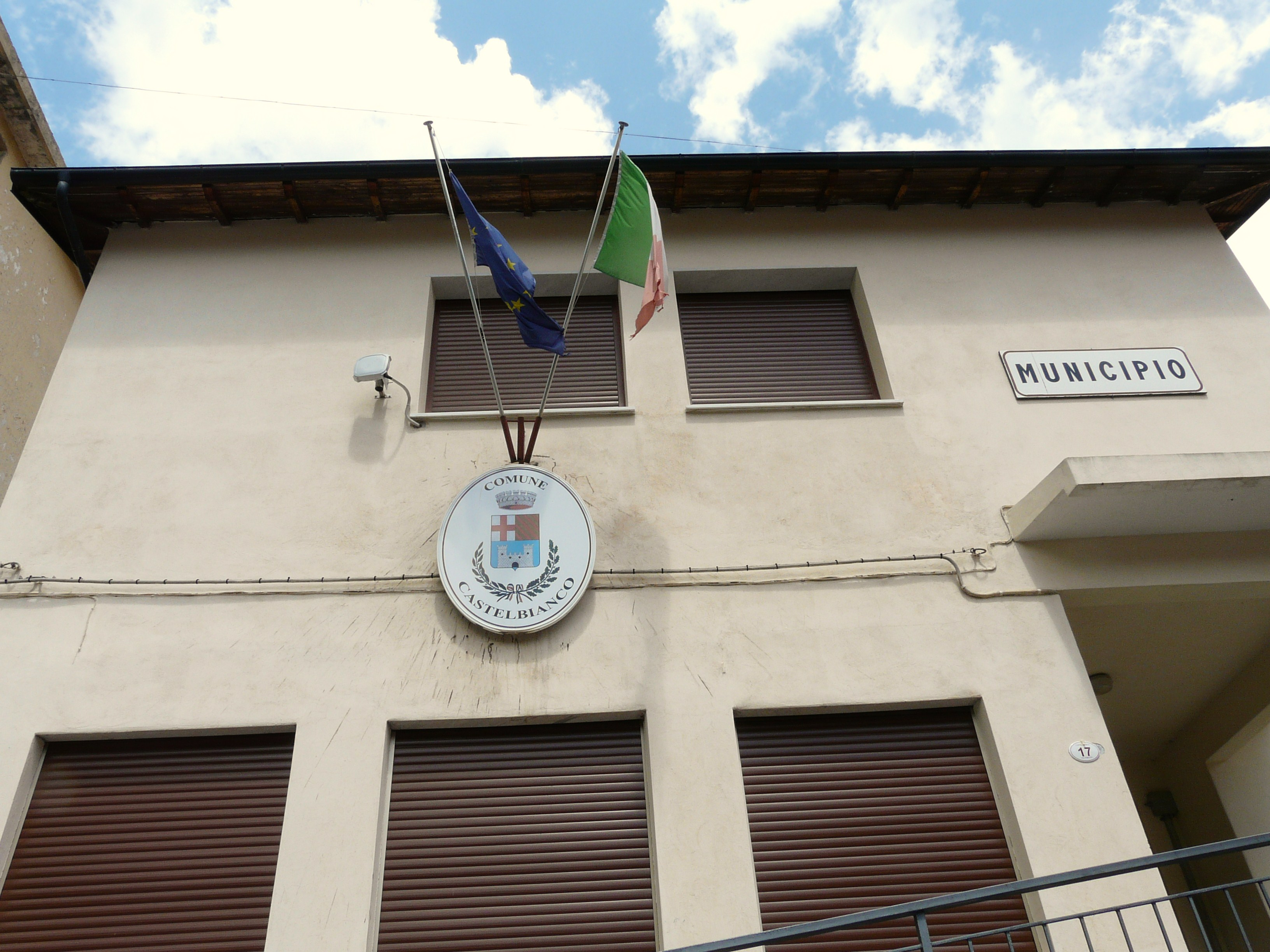
Il municipio

| Periodo          | Periodo          | Primo cittadino      | Partito                                            | Carica         | Note   |
| ---------------- | ---------------- | -------------------- | -------------------------------------------------- | -------------- | ------ |
| 3 luglio 1985    | 6 giugno 1990    | Benedetto Trucco     | Democrazia Cristiana                               | Sindaco        |        |
| 6 giugno 1990    | 24 aprile 1995   | Benedetto Trucco     | Democrazia Cristiana                               | Sindaco        |        |
| 12 maggio 1995   | 1º luglio 1996   | Benedetto Trucco     | lista civica                                       | Sindaco        | [ 15 ] |
| 30 agosto 1996   | 17 novembre 1996 | nd                   |                                                    | Comm. straord. | [ 16 ] |
| 18 novembre 1996 | 17 novembre 2000 | Salvatore Santangelo | lista civica                                       | Sindaco        | [ 17 ] |
| 17 novembre 2000 | 14 maggio 2001   | Rinaldo Scola        | lista civica                                       | Sindaco        |        |
| 14 maggio 2001   | 30 maggio 2006   | Marino Fenocchio     | lista civica                                       | Sindaco        |        |
| 30 maggio 2006   | 16 maggio 2011   | Marino Fenocchio     | lista civica di centro-destra                      | Sindaco        |        |
| 30 maggio 2011   | 5 giugno 2016    | Valerio Scola        | Uniti per il paese (lista civica di centro-destra) | Sindaco        |        |
| 5 giugno 2016    | 4 ottobre 2021   | Valerio Scola        | Uniti per il paese (lista civica di centro-destra) | Sindaco        |        |
| 4 ottobre 2021   | in carica        | Franco Aurame        | Per Castelbianco (lista civica)                    | Sindaco        |        |